# Huta (gromada w powiecie pajęczańskim)
Huta – dawna gromada, czyli najmniejsza jednostka podziału terytorialnego Polskiej Rzeczypospolitej Ludowej w latach 1954–1972.
Gromady, z gromadzkimi radami narodowymi (GRN) jako organami władzy najniższego stopnia na wsi, funkcjonowały od reformy reorganizującej administrację wiejską przeprowadzonej jesienią 1954 do momentu ich zniesienia z dniem 1 stycznia 1973, tym samym wypierając organizację gminną w latach 1954–1972.
Gromadę Huta siedzibą GRN w Hucie utworzono – jako jedną z 8759 gromad na obszarze Polski – w powiecie wieluńskim w woj. łódzkim, na mocy uchwały nr 40/54 WRN w Łodzi z dnia 4 października 1954. W skład jednostki weszły obszary dotychczasowych gromad Pierzyny, Obrów, Huta i Kiełczygłówek oraz wieś Beresie Duże z dotychczasowej gromady Gumnisko ze zniesionej gminy Kiełczygłów, ponadto obszar dotychczasowej gromady Kuszyna ze zniesionej gminy Osjaków w tymże powiecie. Dla gromady ustalono 15 członków gromadzkiej rady narodowej.
1 stycznia 1956 gromada weszła w skład nowo utworzonego powiatu pajęczańskiego w tymże województwie.
29 lutego 1956 z gromady Huta wyłączono wieś Kuszyna włączając ją do gromady Radoszewice w powiecie wieluńskim.
1 lipca 1968 gromadę zniesiono, a jej obszar włączono do gromady Kiełczygłów w tymże powiecie.